# Micropodabrus langaniformis
Micropodabrus langaniformis es una especie de coleóptero de la familia Cantharidae.

## Distribución geográfica
Habita en Vietnam.